# Unlawful Killing
Unlawful Killing es un documental dirigido por Keith Allen sobre la muerte de la princesa Diana de Gales y Dodi Al-Fayed el 31 de agosto de 1997. Habiendo sido completamente financiado por Mohamed Al-Fayed, fue estrenado en la versión 2011 del Festival de Cine de Cannes. En la cinta se señala que la reina Isabel II y la princesa Margarita son «gánsteres con tiaras» y que el príncipe Felipe tiene antecedentes nazis.
Según un artículo escrito por el propio Keith Allen en el periódico The Guardian, abogados británicos exigían que su filme fuera editado en ochenta y siete partes antes de poder exhibirlo en el Reino Unido, debido a lo cual Allen decidió no estrenarlo en ese país. Sin embargo, él espera que Unlawful Killing genere ganancias en Estados Unidos, donde las teorías conspirativas sobre la muerte de Diana de Gales continúan siendo populares.